# Microrégion de l'agglomération urbaine de São Luís

Microrégion de l'agglomération urbaine de São Luís

La microrégion de l'agglomération urbaine de São Luís est l'une des six microrégions qui subdivisent le nord de l'État du Maranhão au Brésil.
Elle comporte 4 municipalités qui regroupaient 1 255 879 habitants en 2006 pour une superficie totale de 1 410 km2.

## Municipalités[1]
- Paço do Lumiar
- Raposa
- São José de Ribamar
- São Luís